# Ladantola
Ladantola is een geslacht van hooiwagens uit de familie Cranaidae.
De wetenschappelijke naam Ladantola is voor het eerst geldig gepubliceerd door Roewer in 1932. 

## Soorten
Ladantola is monotypisch en omvat slechts de volgende soort:
- Ladantola aspersa